# 头孢比普

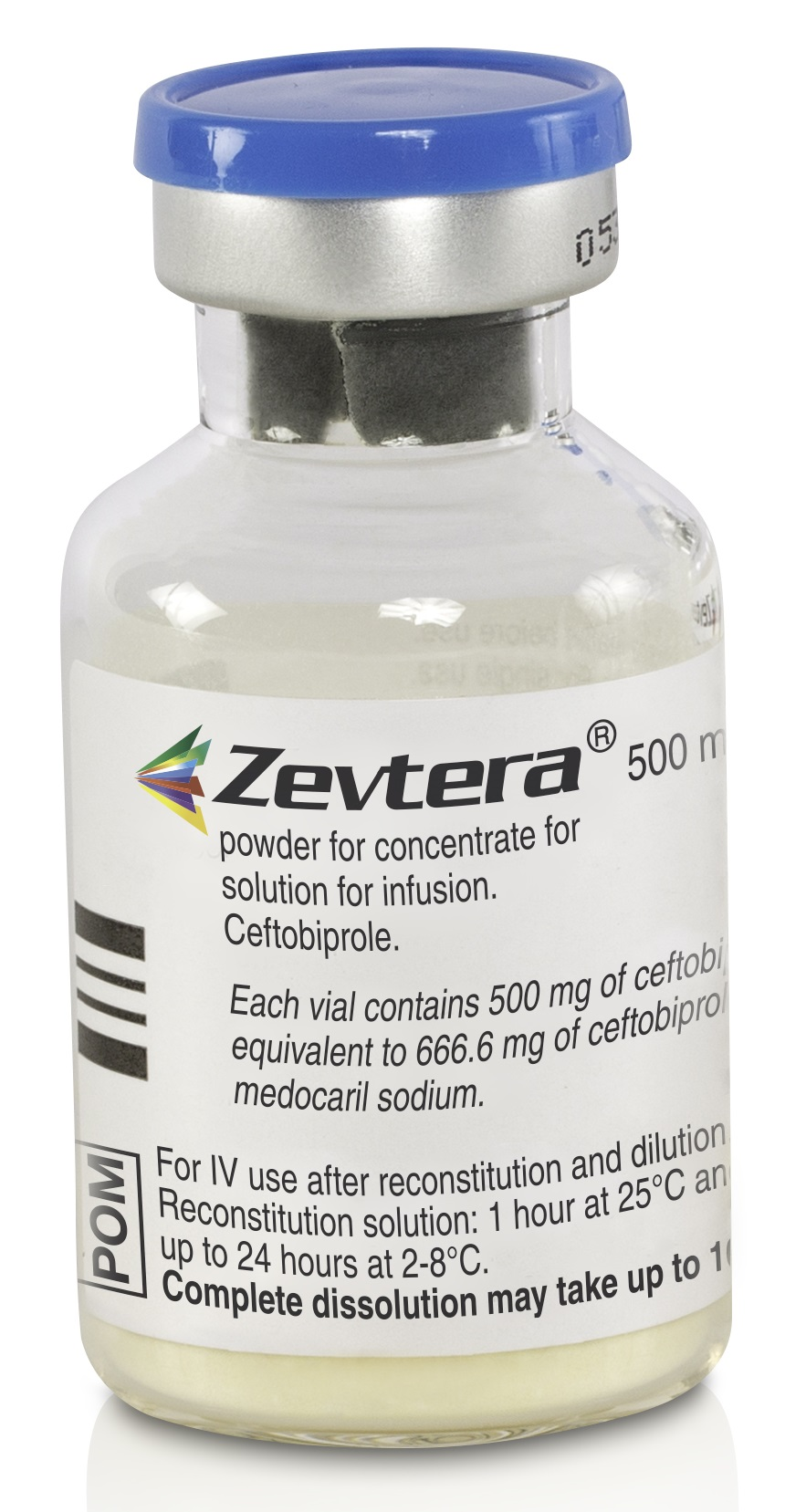
500 mg 注射用无菌粉末

头孢比普（Ceftobiprole）是用于社区型获得肺炎的第五代头孢菌素，于2002年由洛桑大学医学院和巴塞利亚药业研发，其初期代号为BAL9141。2008年头孢比普由比利时杨森制药以注射剂的形式在加拿大全球首次上市。

## 药理学
头孢比普除了能与PBPs结合从而产生与前一代头孢菌素相似的药理作用之外，还能与MRSA中的PBP2a结合，从而具有抗MRSA的药理作用。然而，包括头孢比普，第五代头孢菌素仍可以被NDM-1和超广谱β-内酰胺酶水解。
临床上头孢比普主要用于严重的社区获得性肺炎、医院获得性肺炎，同时也可用于由多种细菌引发的复杂性皮肤及软组织感染以及糖尿病足感染。

## 化学结构
头孢比普化学式为C20H22N8O6S2。与其他第五代头孢菌素相似，除了7-ACA母核，头孢比普7位侧链具有噻二唑环，故其具有与其他第五代头孢菌素相似的抗菌谱；与其他第四代和第五代头孢菌素不同的是，头孢比普3位侧链上并没有带正电荷的季铵基团，故相较于其他含有季铵基团的头孢菌素，头孢比普细胞穿透性较差。

## 药品经济学
巴塞利亚药业在英國、德國、瑞士及奧地利上市的商品名為Mabelio，而法國及義大利的商品名是Mabelio。